# 遠藤彰子
遠藤 彰子（えんどう あきこ、1947年10月7日 - ）は、日本の洋画家。暗緑色を基調とした背景に、複数の視点からなる建物、踊り場、広場などがあり、そこに多数の人物や動物が描かれ、全体として神秘的な印象を受けるような作品が特徴とされる。
東京都中野区出身。武蔵野美術短期大学油絵学科卒。武蔵野美術大学油絵学科名誉教授、二紀会理事、女流画家協会委員。

## 経歴
- 1969年- 武蔵野美術短期大学美術科卒業[3]
- 1972年‐女流画家協会展
- 1977年‐紀伊国屋画廊にて個展
- 1978年‐昭和会展・林武賞受賞
- 1980年‐女流画家協会賞、宮本賞を受賞[4]。
- 1986年‐安井賞展・安井賞受賞「遠い日」
- 1986年～1987年：文化庁・芸術家在外派遣研修[3]
- 1990年‐日本秀作美術展出品
- 1995年‐日本橋三越本店にて個展
- 1996年‐武蔵野美術大学油絵学科助教授に就任
- 1999年- 武蔵野美術大学造形学部油絵学科教授[3]
- 2004年‐府中市美術館にて「力強き生命の詩」　他受賞、著書多数。
- 2007年- 芸術選奨文部科学大臣賞受賞。
- 2014年- 紫綬褒章受章[5]。
- 2018年- 武蔵野美術大学名誉教授[3]
- 2022年 - 毎日芸術賞受賞。

## 企画展
- 「魂の旅　遠藤彰子展～巨大画に広がる一大叙事詩～」（2020年3月27日-5月6日、鹿児島市立美術館）

## 作品収蔵先
- 東京国立近代美術館
- 文化庁
- 相模原市
- 横浜美術館他